# João Luís de Orleães-Longueville
João Luís de Orleães, Duque de Longueville (em francês:  Jean Louis Charles d'Orléans, duc de Longueville); 12 de janeiro de 1646 – 1694) foi um nobre francês pertencente à Casa Orleães-Longueville, ramo bastardo da Casa de Valois-Orleães. 
Foi Duque de Longueville, Estouteville, Príncipe de Châtellaillon, de Orange e de Valangin, Conde de Saint-Pol e de Tancarville. Foi também príncipe soberano de Neuchâtel e par de França. É um dos casos históricos de incapacidade legal por causa de demência. 

## Biografia
João Luís era o filho mais velho de Henrique II de Orleães-Longueville (1595-1663) e de Ana Genoveva de Bourbon, Mademoiselle de Condé (1619-1679). Ana Genoveva era uma princesa do ramo Bourbon-Condé, filha de Henrique II, Príncipe de Condé.
Em 1668, João Luís redige um Testamento ológrafo pelo qual faz de seu irmão mais novo Carlos Paris (1649-1672) e dos seus eventuais descendentes, seus herdeiros universais. No entanto, fora antes definido que a sua mãe, Madame de Longueville, deveria após a morte do duque, assegurar a sucessão aos primos maternos, os Príncipes de Conti, nomeadamente a Francisco Luís, chamado de o Grande Conti (1664-1709).
Em 1669, foi ordenado sacerdote e, a partir dessa data, passa a ser chamado o Abade de Orleães. Quando viajava em Itália, a sua saúde mental dá sinais de grandes alterações, ao ponto de, em 1690, ele ter feito a doação dos seus últimos bens ao irmão (que falecera há mais de 18 anos!). Seis meses mais tarde, os seus familiares obtêm o reconhecimento da sua incapacidade legal como « insano » e por lettre de cachet é encerrado num mosteiro onde vem a falecer em 1694.
Entretanto, em 1672, ele foi proclamado Príncipe de Neuchâtel, após a morte do irmão, deixando a regência entregue a sua mãe e, depois, à sua meia-irmã mais velha Maria Ana de Orleães e, por fim, ao Príncipe de Condé. À sua morte, segue-se uma crise sucessória qui só é ultrapassada a 10 de janeiro de 1696 com a proclamação de Maria Ana como princesa de Neuchâtel (ela herdara anteriormente os Condados de Saint-Pol, de Tancarville de Dunois, bem como o Ducado de Estouteville).